# 모유

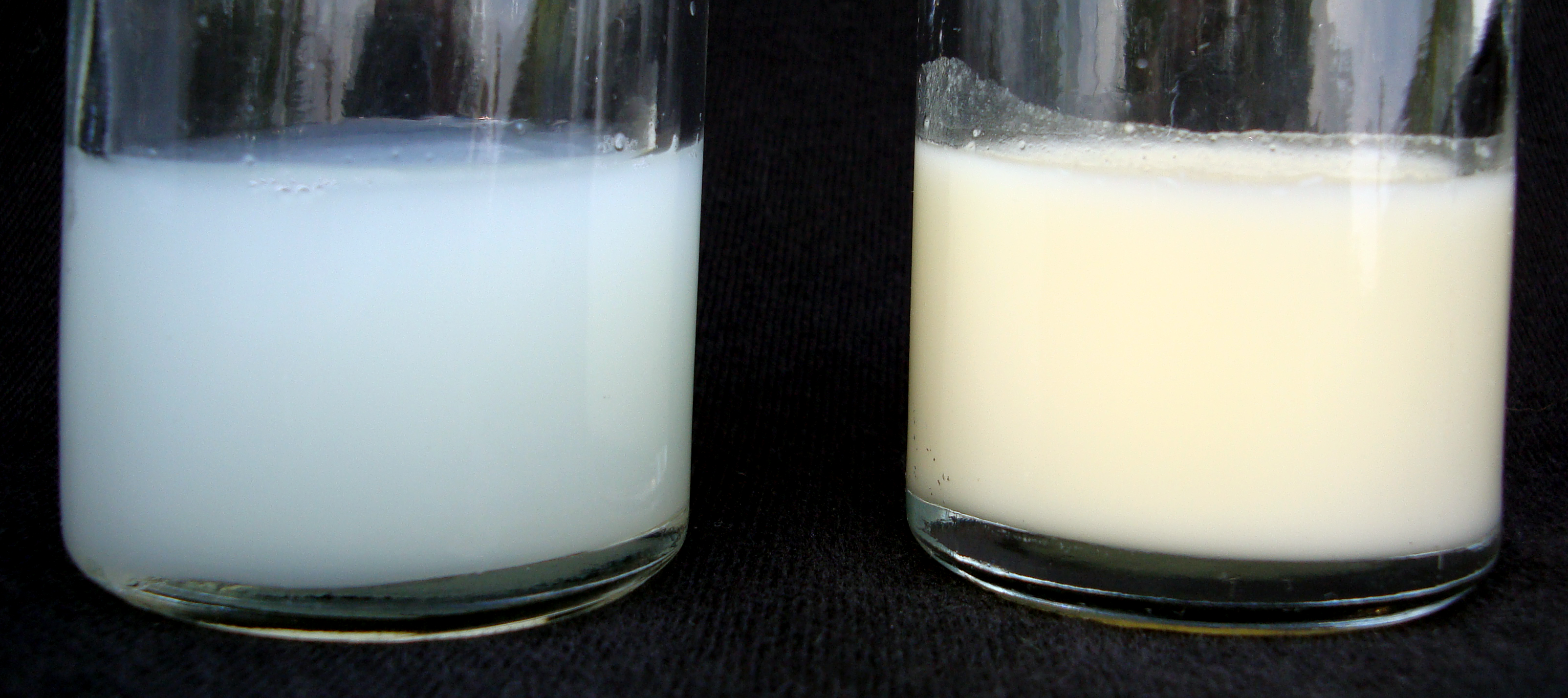
모유가 담긴 두 개의 25ml 예시. 왼쪽은 젖이 꽉 찬 유방에서 나온 물기 많은 전유(초유)이다. 오른쪽은 젖이 거의 없는 유방에서 나온 걸쭉한 후유이다.

모유(母乳, 문화어: 어머니젖)는 아이에게 먹이기 위해 사람이 생산한 젖을 가리킨다. 엄마젖, 어미젖, 인유(人乳, 사람의 젖)라고도 한다. 아직 음식을 소화하거나 먹지 못하는 신생아를 위한 주된 영양분을 제공한다. 걸음마 단계의 아이와 어느 정도 큰 유아도 모유 수유를 지속할 수 있다.
어미로부터 젖을 공급받는 것은 직접적인 모유 수유가 일반적이지만, 유축기를 통해 젖을 짜낸 뒤 젖병, 컵이나 숟가락, 점적 주입 보충 시스템, 비위관 삽입을 통하여 공급할 수도 있다. 모유는 아이의 어머니뿐 아니라 다른 여성으로부터 공급받을 수도 있는데 유축기로 받은 기부된 젖 (이를테면 밀크 뱅크)을 통해서나 직접적인 수유를 통해서 가능하다. 자기 아이가 아닌 아이에게 젖을 먹이는 여성을 유모(젖어머니)로 부른다.

## 보관

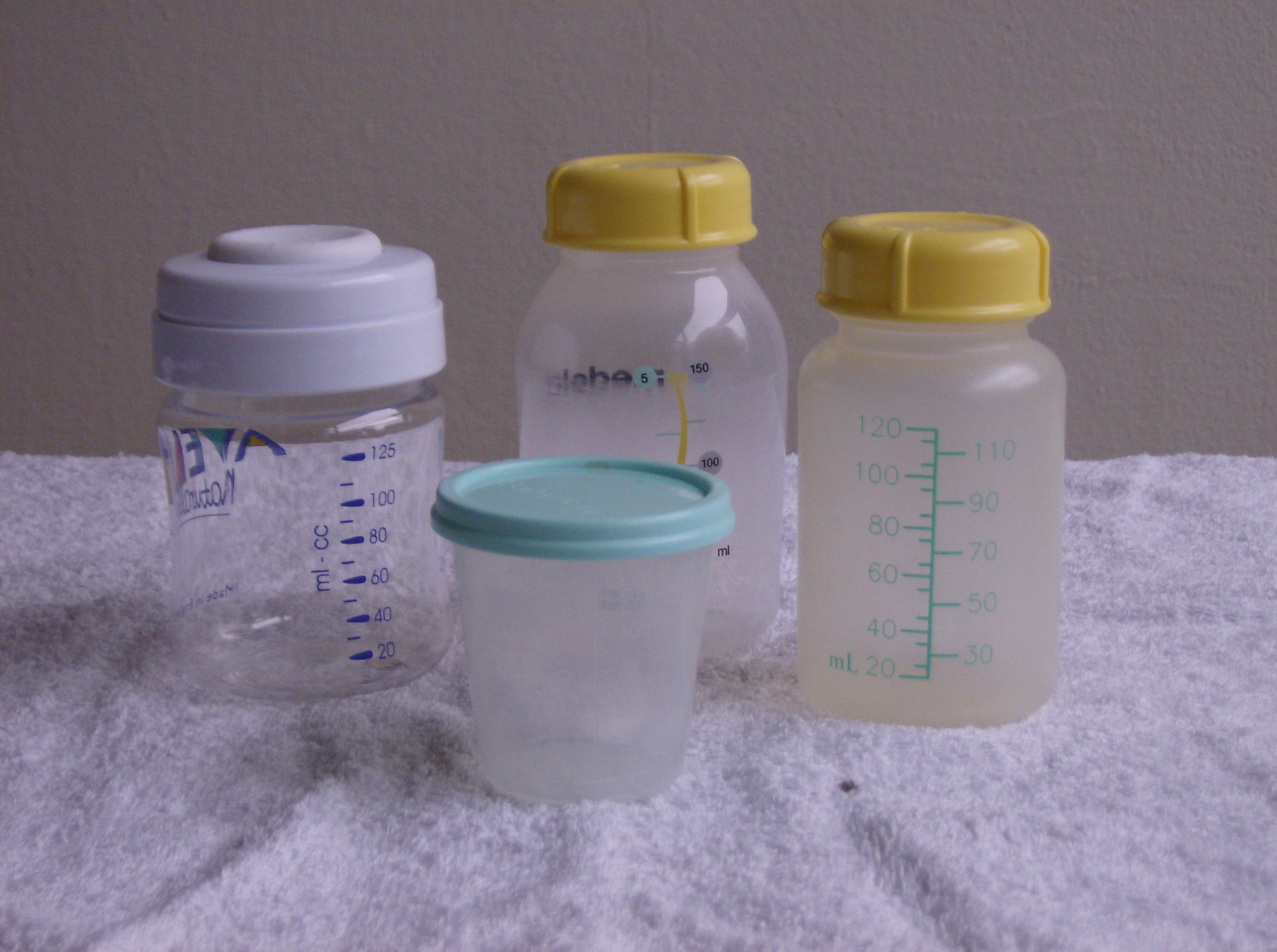
모유 보관 용기.

모유는 나중에 이용할 수 있도록 따로 보관할 수 있다. 공기가 밀폐된 두꺼운 용기에 보관하는 것이 권장된다. 모유를 보관하기 위해 특별히 제조된 일부 플라스틱 용기는 72시간 내의 보관 기간을 제공하도록 설계되어 있으며 그 밖의 다른 것들은 냉동 보관을 할 경우 최대 6개월 동안 이용할 수 있다. 가정에서 유아가 안전하게 이용할 수 있도록 젖을 보관할 수 있는 시간은 아래의 표와 같다.
| 용기의 위치                                 | 온도   | 온도  | 최대 보관 시간 |
| ------------------------------------------- | ------ | ----- | -------------- |
| 방 안                                       | 25 °C  | 77 °F | 최대 8시간     |
| 아이스팩이 있는 격리된 서멀 백(thermal bag) |        |       | 최대 24시간    |
| 냉장고                                      | 4 °C   | 39 °F | 최대 5일       |
| 냉장고 안의 냉동실                          | -15 °C | 5 °F  | 2주            |
| 냉장고 안의 냉동실 안의 구별된 보관칸       | -18 °C | 0 °F  | 3~6개월        |
| 서리 제거를 수동으로 할 수 있는 냉동실      | -20 °C | -4 °F | 6~12개월       |

## 남성의 젖
남성 또한 극소량의 젖을 만드는 것이 가능하기는 하다. 카롤린스카 의학연구소의 시그브리트 웨르너 박사에 따르면 남성이 지속적으로 가슴의 내분비선을 자극하면 한 두 방울 정도의 젖은 만들어 낼 수는 있으나 신체 특성상 완전한 젖을 짜내는 것은 불가능하다고 전하였다.
2009년, 스웨덴의 한 남성이 여성들의 영역으로 여겨졌던 아이 젖먹이기에 도전하기도 했다.

## 처녀의 젖
가끔씩, 아기들(남녀 불문)은 젖을 낼 수 있는 상태로 태어난다. 이 젖을 일컬어 '처녀의 젖'이라고 하는데, 이는 에스트로겐 성분이 아이에 작용하는 지극히 정상적인 현상이다. 처녀의 젖은 며칠이 지나면 사라진다.

## 특별한 소비
- 모유를 이용해서 우유로부터 난 치즈와 같이 치즈로 가공할 수도 있다.[6]
- 한 스위스 식당에서는 모유를 이용하여 요리한 음식 메뉴를 선보이기도 했다.[7]

## 같이 보기
- 모유 수유
- 유방
- 젖
- 초유